# Better Than This
«Better Than This» — песня британской рок-группы Keane, изданная 16 марта 2009 года, как заглавный трек четвёртого сингла с альбома Perfect Symmetry.

## О сингле
Первое объявление о сингле появилось не на Keanemusic.com, как обычно, а в еженедельном информационном бюллетене Keane. Better Than This является вторым синглом группы, который не был допступен на CD - он продавался исключительно на виниловых пластинках, а также был доступен для цифрового скачивания.

## Список композиций
| №  | Название                                | Длительность |
| -- | --------------------------------------- | ------------ |
| 1. | «Better Than This (Radio Edit)»         |              |
| 2. | «Better Than This (Stuart Price Remix)» |              |

Бонусные треки при цифровом скачивании
| №  | Название                                  | Длительность |
| -- | ----------------------------------------- | ------------ |
| 3. | «Better Than This (Tom Neville Remix)»    |              |
| 4. | «Better Than This (Sketch Iz Dead Remix)» |              |